# Oktalyzer (tracker)
Oktalyzer – program muzyczny typu tracker dla komputerów Amiga, który pozwalał na tworzenie muzyki na 8 niezależnych ścieżkach. Osiem ścieżek audio uzyskano dzięki podziałowi dźwięku z czterech sprzętowych 8-bitowych DAC Amigi na kanały 4-bitowe, co wiązało się ze sporą utratą jakości dźwięku.
Program występował również na komputerach Atari STE pod nazwą Oktalyzer 8.